# Бирюльское муниципальное образование
Бирюльское муниципальное образование — сельское поселение в Качугском районе Иркутской области России. 
Административный центр — посёлок Бирюлька.

## Население
| 2010 | 2011  | 2012  | 2013 | 2014 | 2015 | 2016 |
| ---- | ----- | ----- | ---- | ---- | ---- | ---- |
| 1041 | ↘1038 | ↘1030 | ↘999 | ↘997 | ↘971 | ↘968 |
| 2017 |       |       |      |      |      |      |
| ↘964 |       |       |      |      |      |      |

По результатам Всероссийской переписи населения 2010 года численность населения муниципального образования составила 1041 человек, в том числе 486 мужчин и 555 женщин.

## Состав сельского поселения
| № | Населённый пункт | Тип населённого пункта       | Население |
| - | ---------------- | ---------------------------- | --------- |
| 1 | Бирюлька         | село, административный центр | ↘592      |
| 2 | Большой Косогол  | деревня                      | ↗110      |
| 3 | Кукуй            | деревня                      | ↗130      |
| 4 | Макрушина        | деревня                      | →15       |
| 5 | Малая Тарель     | деревня                      | ↘133      |
| 6 | Подкаменка       | деревня                      | →33       |
| 7 | Чемякина         | деревня                      | ↗17       |
| 8 | Юшина            | деревня                      | →0        |